# Theodor Leschetizky

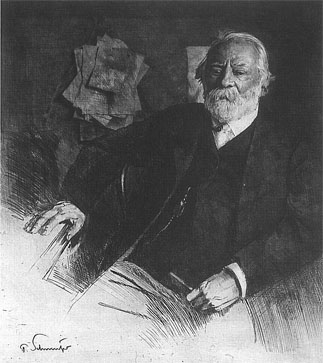
Theodor Leschetizky op een ets van Ferdinand Schmutzer (1911)

Theodor Leschetizky (Łańcut, Lemberg Oostenrijkse Dubbelmonarchie (vandaag Polen), 22 juni 1830 – Dresden, 14 november 1915) was een Poolse pianist, muziekpedagoog en componist.

## Levensloop
Theodor Leschetizky werd geboren op het landgoed van Graaf Potócka. Zijn vader was pianoleraar, en geboren in Wenen. Zijn moeder Therèse (von) Ulmann was van Duitste origine. Al op zeer jonge leeftijd vertoonde Theodor begaafdheid voor muziek. Na een succesrijk concert in Lemberg, waar de elfjarige Theodor een pianoconcert vertolkte van Czerny (met een plaatselijk orkest onder leiding van W.A. Mozart (zoon van de grote Mozart!)) bracht vader Jozeph Leschetizky zijn zoon naar Wenen. Hij liet hem bij Beethovens discipel Carl Czerny studeren (net als Franz Liszt). Theodor Leschetizky volgde later ook compositielessen bij de beroemde pedagoog Simon Sechter, bij wie Anton Bruckner later ook in de leer zou gaan. Op veertienjarige leeftijd begon Leschetizky zijn eerste stappen te ondernemen in het lesgeven van piano. Het lesgeven zou hem later wereldberoemd maken.
In 1848 was Leschetizky een volleerd pianist en begon hij aan een concertloopbaan. In 1852 ging hij op uitnodiging van zijn vriend Anton Rubinstein naar Sint-Petersburg, om les te geven aan het hof van de Groothertogin Helen.
Met Anton Rubinstein richtte hij het Keizerlijk Conservatorium van Sint-Petersburg op in 1862. In 1878 keerde hij (blijkbaar na een vrij ernstig diplomatiek incident tijdens een pianoles aan een nobele dame die verwant was met de Tsaar) naar Wenen terug. Hij startte er zijn fameuze private studio in de Carl Ludwigstraße (huidige Weimarerstraße in het XIX. Bezirk in Wenen). Hij onderrichtte meer dan 1000 leerlingen die van overal (Europa, USA e.a.) naar de beroemde Herr Professor in Wien kwamen. Leschetizky heeft tientallen discipels gevormd die grote en bekende pianisten werden in het eerste kwart van de 20e eeuw. Tijdens zijn Russisch verblijf huwde Leshetizky (hij huwde viermaal) met Annette Essipoff, die een leerlinge was van hem. Zij werd zijn tweede echtgenote.Zij hadden twee kinderen onder wie Robert Leschetizky, wiens nazaten tot vandaag nog wonen in Bad Ischl, de zomerresidentie van Theodor Leschtizky en zijn intieme vriend Johannes Brahms. Leschetizky gaf les tot op hoge leeftijd en stierf in Dresden in 1915.

##### De Leschetizkianers
Een greep uit de vele leerlingen van Leschetizky: Fanny Bloomfield Zeisler, Katharine Goodson, Ignaz Friedman, Benno Moiseiwitsch, Ignacy Paderewski, Artur Schnabel, Alexander Brailowsky, Ossip Gabrilowitsch, Mark Hambourg, Elly Ney, Severin Eisenberger, Mieczysław Horszowski en vele anderen. Van zijn studenten werden een aantal later ook bekende pedagogen, waaronder Isabelle Vengerova, Anna Langenhan-Hirzel, Richard Buhlig en Czesław Marek. Hij had twee trouwe assistenten: Malwine Bree en Hezel Newcomb. Zij schreven beiden traktakten met de zogenaamde Leschetizky Methode. Leschetizky insisteerde dat er geen methode bestaat om piano te leren: zijn geheim lag hierin om iedere leerling te bestuderen naar persoonlijkheid en fysieke mogelijkheden.

##### Componist
Leschetizky was naast pianist en pedagoog ook componist. Hij schreef meer dan 100 pianostukken, twee opera's: Die Bruder von San Marco en Die Erste Falte, een dertiental liederen en een eendelig pianoconcert [Concerto Symphonique op.9].
In Leschetizky's pianomuziek weerspiegelen zich zijn persoonlijke charme en een oprechte originaliteit. Verrassend mooi zijn de weinig bekende liederen: Das Vögelein, Trinklied, An eine geliebte Entfernte. De Ouverture tot 'Die Erste Falte' getuigt van een groot metier in orkesttechniek en klankkleuren.

##### De Leschetizky Traditie en nabestaanden
De naam 'Theodor Leschetizky' kent de laatste twintig jaar een gestage opgang in erkenning en populariteit. Ilse Leschtizky (1910-1997) (Leschetizky's kleindochter via Robert) was een uitstekende pianiste. Een van haar dochters, Margret Tautschnig, richtte in 1991 samen met de Belgische pianist Peter Ritzen de Leschetizky Verein Österreich op. Er ontstonden zomermeesterklassen ("Internationale Sommer Akademie Theodor Leschetizky") te Wenen en een internationale piano wedstrijd 'Theodor Leschetizky' in Taipei, Taiwan. Ook in New York is er een fameuze Leschetizky Association sinds 1942, en in Tokio en Wenen zijn er tegenwoordig Leschetizky Gesellschaften. In Polen en Rusland zijn sinds kort Leschetizky-verenigingen opgericht, die de romantische tradities van Leschetizky huldigen en in ere willen houden.
Platenmaatschappijen als Naxos zorgen voor een wereldwijde erkenning van Theodor Leschetizky.

##### Opnamen
Op 18 februari 1906 nam Leschetizky twaalf pianorollen op voor de Welte-Mignon reproductie-piano, waaronder zeven met eigen composities. 
Er bestaan tal van historische en andere opnamen met composities van Theodor Leschetizky:
- MOISEIWITSCH, Benno: Acoustic Recordings 1916-1925 link
- Leschetizky Piano Concerto/Ouverture 'Die Erste Falte'/ Contes de Jeunesse op.46 Peter Ritzen, piano link
- Leschetizky Piano Works Peter Ritzen, piano link
- Leschetizky Piano Music Clara Park, piano link (gearchiveerd)